# 黄龙九寨站
黄龙九寨站位于中华人民共和国四川省阿坝藏族羌族自治州松潘县川主寺镇，是川青铁路上的一座车站，2024年8月30日随川青铁路镇黄段开通而投入使用，车站规模为2台4线，车站距黄龙景区约26公里、九寨沟景区约90公里、若尔盖大草原国家公园约180公里。

## 车站结构
车站按4000平方米规模设计，最高聚集人数800人；车站屋顶象征远方的雪山，红白相间的外立面体现当地传统建筑造型，站内的装饰有代表“岷江之水”的文化元素，以及象征阳光的金黄色和大尺寸方形网板；由于车站周围地势较高，上下落差较大，为方便旅客乘车，车站内外分别设置了电动扶梯和直行电梯；为适应当地常年低温的环境，车站还配有地暖及吸氧装置。

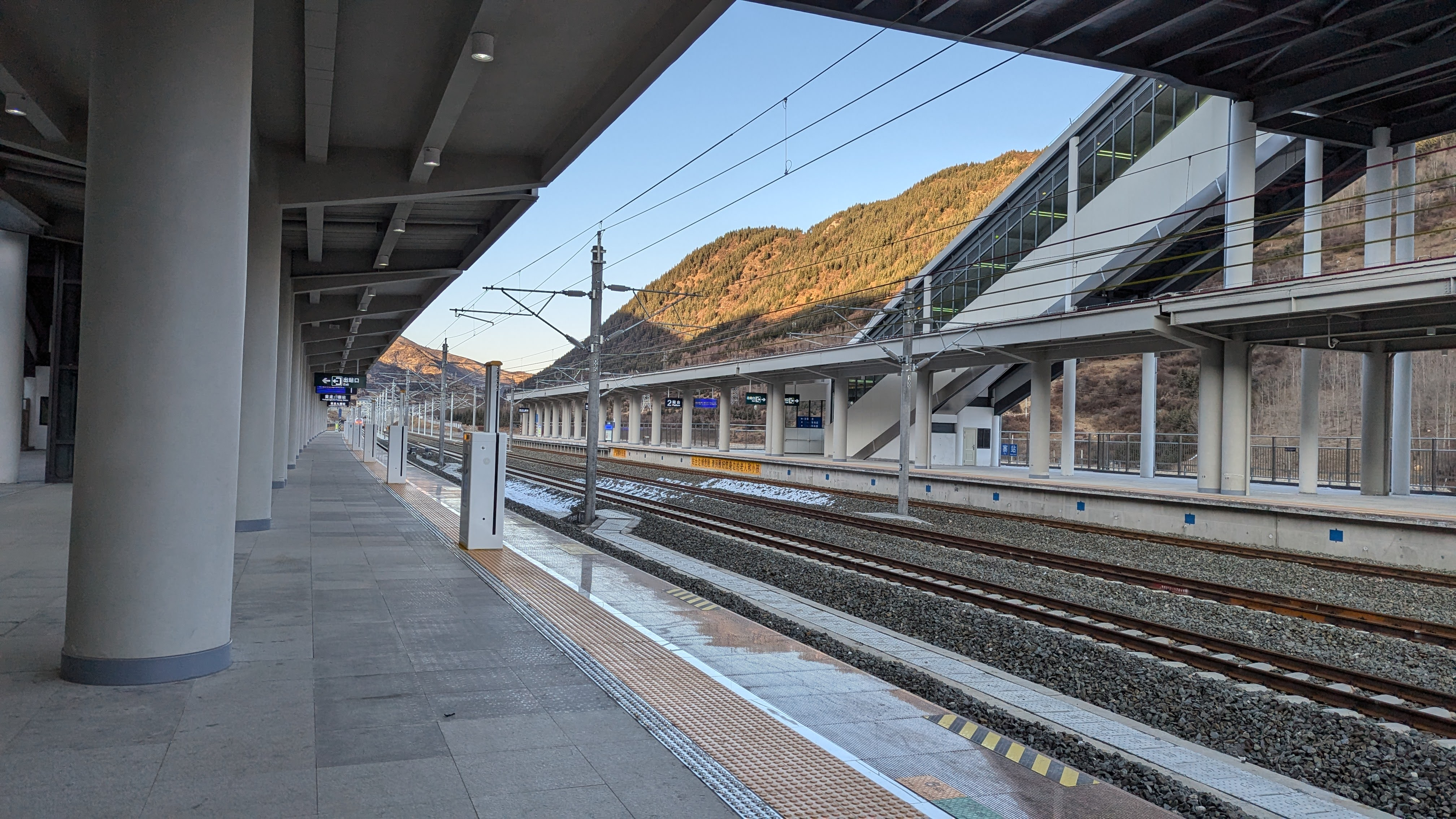
站内正线
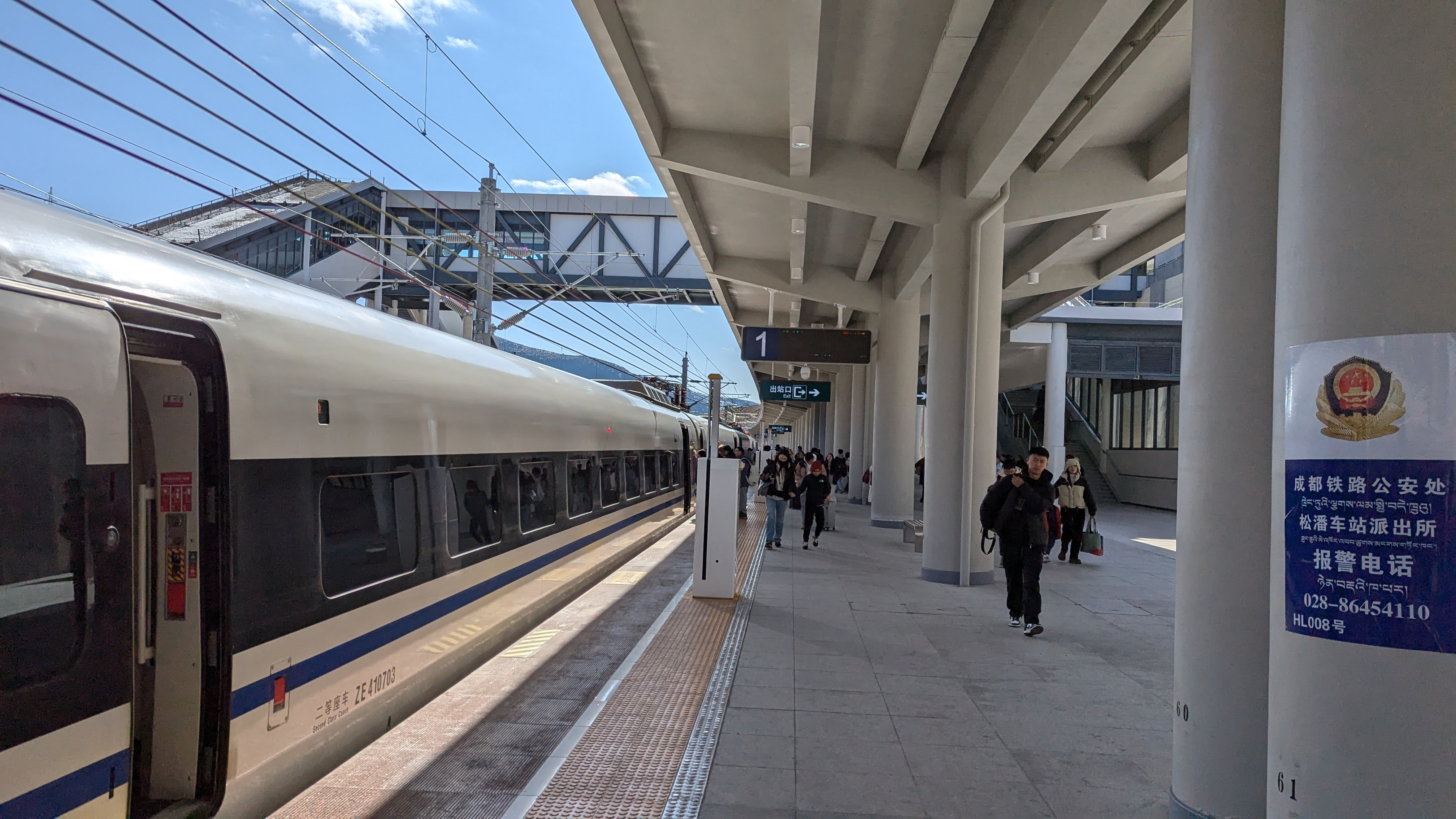
车站1站台
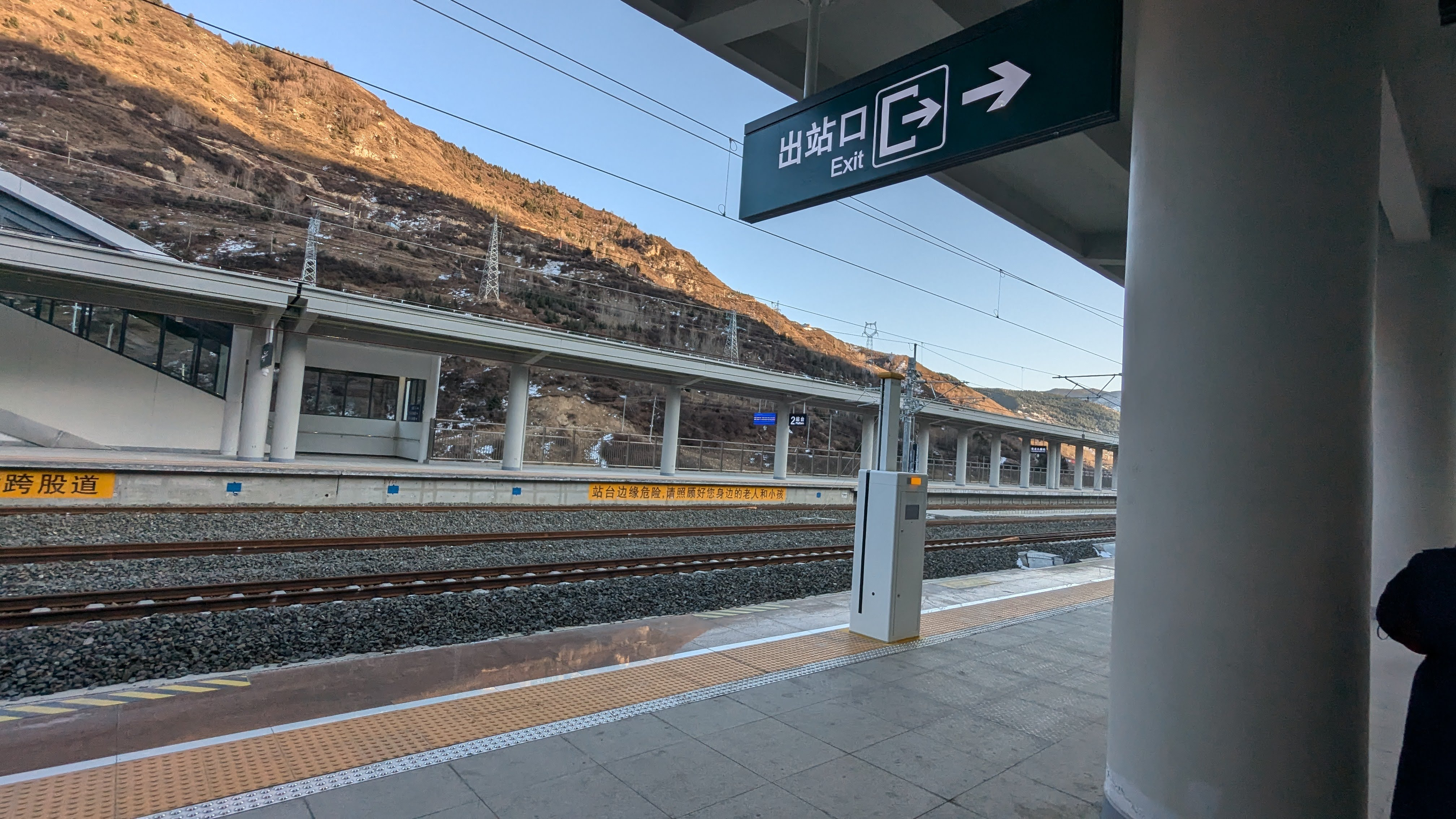
车站2站台
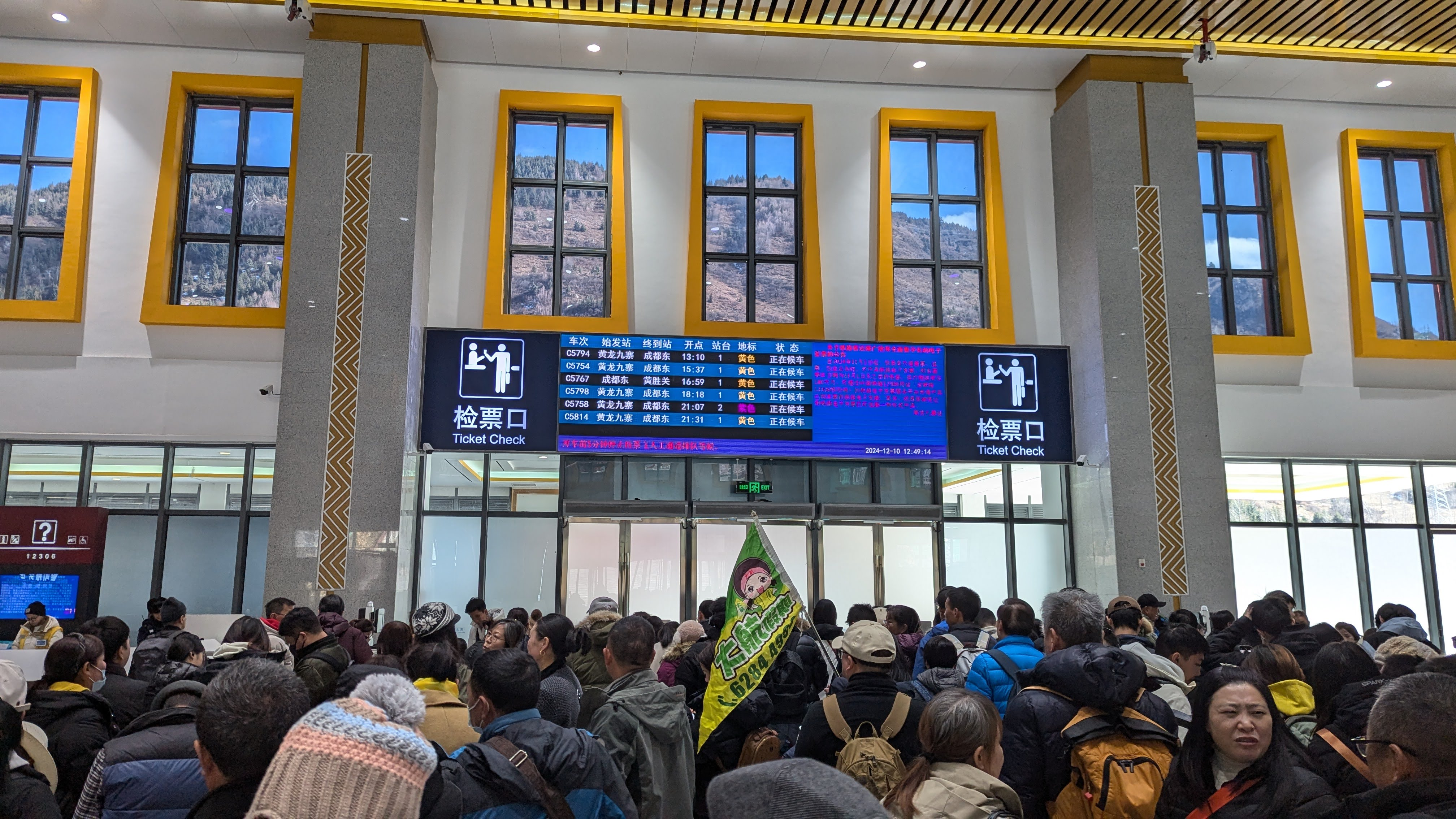
检票口

## 接驳交通
黄龙九寨站设有往九寨沟景区、黄龙景区和牟尼沟景区的直通巴士。当地公交在黄龙九寨站设有往黄龙景区（途经川主寺）的公交线路。